# Dorota Ślęzak
Dorota Ślęzak – polska kompozytorka i pieśniarka, od 1996 artystka Piwnicy pod Baranami.

## Życiorys
Absolwentka I Liceum Ogólnokształcącego im. Henryka Sienkiewicza w Kędzierzynie-Koźlu. Ukończyła Państwową Szkołę Muzyczną I stopnia (klasa skrzypiec i fortepianu) oraz uzyskała tytuł magistra Filologii Angielskiej na Uniwersytecie Jagiellońskim.
W 1996 Piotr Skrzynecki przyjął ją do Piwnicy pod Baranami. Podczas obchodów 40-lecia piwnicznej działalności w Teatrze im. Juliusza Słowackiego w Krakowie została przez niego przedstawiona jako „nasza najmłodsza, znaleziona w pudełku na Plantach”. Wraz z krakowskim zespołem Piwnicy pod Baranami koncertuje w kraju i za granicą. Występowała m.in. w Chicago, Filadelfii, Nowym Jorku, New Britain (1997), Wiedniu (1998), Sofii (1999), Malmö, Sztokholmie (1999), Oslo (2005), Toronto (2007).
W swojej karierze artystycznej miała okazję współpracować m.in. ze Zbigniewem Preisnerem, śpiewając w 1998 roku do filmu pt. Dreaming of Joseph Lees,  którego reżyserem jest Eric Styles. W 2001 roku zaśpiewała do filmu Wojciecha Marczewskiego pt. Weiser. W 1999 wraz z orkiestrą koncertową BBC zaśpiewała w Royal Festival Hall w Londynie, w ramach koncertów Requiem dla mojego przyjaciela, w których od lat bierze udział. Za sprzedaż ponad 10 000 egzemplarzy tego albumu otrzymała złotą płytę, z kolei kompozytor został nagrodzony potrójną platynową płytą.
Nagrywała także wokalizy do spektakli teatralnych, do których muzykę skomponowali Grzegorz Turnau („Balladyna”) i Jan Kanty Pawluśkiewicz („Jak wam się podoba”).
W recitalach Przed brzegiem, w programie Widziałam jak anioł z nieba spadł oraz Przyszłam po kolor mojego anioła śpiewa piosenki z muzyką własnego autorstwa lub skomponowaną przez muzyków polskich, takich jak Grzegorz Turnau, Jan Kanty Pawluśkiewicz, Andrzej Zarycki, Stanisław Radwan czy Adrian Konarski. W utworach wykorzystała m.in. teksty Agnieszki Osieckiej, Michała Zabłockiego, Leszka Wójtowicza, Roberta Kasprzyckiego, Wiesława Dymnego i Jonasza Kofty. W jej recitalach brali udział m.in. Grzegorz Turnau i Jan Nowicki.
W maju 2010 wydała solową debiutancką płytę pt. „Nie wiedziałam”, a w listopadzie 2014 kolejny solowy album pt. „Tańczę”. W maju 2025 ukazała się jej trzecia solowa płyta pt. "Zapamiętam".
Oprócz działalności wokalno-artystycznej pracuje jako anglistka.

## Nagrody i festiwale
- 1996 – I nagroda Studenckiego Festiwalu Piosenki Kraków’ 96
- 1996 – II nagroda Spotkań Zamkowych „Śpiewajmy Poezję” Olsztyn’ 96
- 1996 – udział w koncercie „Kraina Łagodności” Festiwalu Piosenki Polskiej w Opolu
- 1997 – I nagroda w plebiscycie publiczności Reminiscencji Poetyckich Opole’ 97
- 1998 – Grand Prix i nagroda publiczności Ogólnopolskiego Przeglądu „Recital” Siedlce’ 98
- 2003 – Stypendium Twórcze Miasta Krakowa za osiągnięcia w dziedzinie sztuki estradowej
- 2008 – I nagroda Europejskiego Festiwalu Piosenki Autorskiej TransVOCALE Frankfurt/Słubice
- 2016 – odznaczenie Honoris Gratia przyznawane przez Prezydenta zasłużonym dla Miasta Krakowa[1]
- 2020 – Stypendium Miasta Krakowa dla osób zajmujących się twórczością artystyczną, upowszechnianiem kultury oraz opieką nad zabytkami „Kultura Odporna”
- 2020 – Brązowy Medal "Zasłużony Kulturze Gloria Artis"
- 2021 – Stypendium Miasta Krakowa dla osób zajmujących się twórczością artystyczną, upowszechnianiem kultury oraz opieką nad zabytkami „Kultura Odporna”

## Piosenki i utwory opublikowane
- Historio-Histeria (sł. Robert Kasprzycki, muz. Dorota Ślęzak)
- Miłość (muz. Zbigniew Preisner („Requiem dla mojego przyjaciela”)
- Modlitwa (muz. Zbigniew Preisner („Requiem dla mojego przyjaciela”)
- Muszę coś zrobić (sł. Agnieszka Osiecka,  muz. Dorota Ślęzak)
- Zwiastun (muz. Adrian Konarski) („Pręgi”)
- Wieser Dawidek - Dark Side of the Soul (muz. Zbigniew Preisner („Weiser”)
- Levitation (muz. Zbigniew Preisner („Weiser”)
- Weiser Dawidek - Main Theme (muz. Zbigniew Preisner („Weiser”)
- Gwiazda (A gdy się rodzisz) (sł. Barbara Jaroszewska-Kościuszko, muz. Jan Kanty Pawluśkiewicz)
- Balladka o ćmie  (sł. Leszek Wójtowicz, muz. Dorota Ślęzak)
- Szpan i luz   (sł. Agnieszka Osiecka, muz. Dorota Ślęzak)
- Przyszłam po kolor (sł. Basia Stępniak-Wilk, muz. Dorota Ślęzak)
- Widziałam jak anioł z nieba spadł (sł. Wiesław Dymny, muz. Stanisław Radwan)
- Ostatni kadr  (sł. Janusz Kondratowicz, muz. Janusz Koman)
- Na naszym nieślubnym zdjęciu (sł. Joanna (Wojciechowska) Sokolińska, muz. Dorota Ślęzak)
- Przyjdę do siebie (sł. Agnieszka Osiecka, muz. Dorota Ślęzak)
- Psalm miłosny (sł. Tadeusz Nowak, muz. Dorota Ślęzak)
- Kuplet o miłości czystej  (sł. Wiesław Dymny, muz. Jan Kanty Pawluśkiewicz)
- Wolny przekład z Szekspira (sł. Ewa Lipska, muz. Dorota Ślęzak)
- Pieśń Elfa (sł. – fragment spektaklu „Sen nocy letniej” Szekspira w tłumaczeniu  K.I. Gałczyńskiego, muz. Jan Kanty Pawluśkiewicz)
- The Wanderer  (sł. Helena Modrzejewska/Eugene Field, muz. Dorota Ślęzak)
- Remember me (sł. Christina Rossetti, muz. Dorota Ślęzak)
- Znowu łamiemy się opłatkiem  (sł. Elżbieta Zechenter-Spławińska, muz. Dorota Ślęzak)
- Tu czas tak wolno umiera  (sł. Leszek Wójtowicz, muz. Grzegorz Turnau)
- Nie zgadniecie (sł. Monika Partyk, muz. Andrzej Zarycki)
- Wiedząc (sł. Sebastian Ludwik Kudas, muz. Jan Kanty Pawluśkiewicz)
- Tancerka Nadziei (sł. Izabella Klebańska, muz. Dorota Ślęzak)
- Krnąbrność (O Krnąbrnej gwieździe, Gwiazdo gwiazdo)  (sł. Michał Zabłocki, muz. Dorota Ślęzak)
- Gdy spłonął wielki las (Nie wiedziałam) (sł. Robert Kasprzycki, muz. Dorota Ślęzak)
- List do Robinsona Crusoe (sł. Diana Ozga, muz. Dorota Ślęzak)
- Tylko góry  (sł. Barbara Kościuszko-Jaroszewska, muz. Dorota Ślęzak)
- Od pół roku (Dwa brzegi)  (sł. Diana Ozga, muz. Dorota Ślęzak)
- Samotność (sł. Rainer Maria Rilke/Bolesław Leśmian, muz. Zygmunt Konieczny)
- Lepiej  (Lepiej mi z Tobą żyć) (sł. Stanisław Grochowiak, muz. Dorota Ślęzak)
- Żal (Gdy cię spotkałam pierwszy raz) (sł. Antoni Słonimski, muz. Dorota Ślęzak)
- Kochać i tracić  (sł. Leopold Staff, muz. Dorota Ślęzak)
- Figowe liście (Piosenka o końcu świata)  (sł. Zbigniew Książek, muz. Jan Kanty Pawluśkiewicz)
- Tańcz Grażyno (sł. Janina Garycka, muz. Paweł Bitka-Zapendowski)
- Silver-light Moon Maiden (sł. autor nieznany, muz. Dorota Ślęzak)
- Caruso  (sł  i muz. Lucio Dalla)
- What Child Is This (sł. William Chatterton Dix, muz. tradycyjna melodia angielska “Greensleeves”)
- Piosenka ciut nie w porę  (sł. Dana Parys-White, muz. Dorota Ślęzak)
- Mały koncert skrzypcowy  (sł. Konstanty Ildefons Gałczyński, muz. Magdalena Orłowska)
- Zamyślenie  (sł: Leszek Aleksander Moczulski, muz. Dorota Ślęzak)
- List Panie śpiewam do ciebie  (sł. Leszek Aleksander Moczulski, muz. Dorota Ślęzak)
- Sonet  (sł. William Shakespeare w tłumaczeniu Jerzego Sito, muz. Piotr Antoni Walewski)
- Czas  (sł. Włodzimierz Dulemba, muz. Jan Kanty Pawluśkiewicz)
- Manhattan (sł. Lorenz Hart, muz. Richard Rodgers)
- Let it snow (sł. Sammy Cahn, muz. Jule Styne)
- Na pierwszy znak (sł. Julian Tuwim, muz. Henryk Wars)
- Nie gniewaj się na łotra  (sł. Leszek Aleksander Moczulski, muz. Jan Kanty Pawluśkiewicz, fragment „Nieszporów Ludźmierskich”)
- Twoja kolęda (sł. Diana Ozga, muz. Dorota Ślęzak)
- Piąta pora roku (sł. Elżbieta Zechenter-Spławińska, muz. Dorota Ślęzak)
- Kołysanka (sł. Diana Ozga, muz. Dorota Ślęzak)

## Dyskografia
- Kabaret Piwnica Pod Baranami - Koncert 40-lecia (1996)
- Requiem dla mojego przyjaciela (1998)
- Piwnica pod Baranami Przychodzimy odchodzimy (1998)
- Weiser (1999)
- Piwnica pod Baranami (2001)
- Pręgi
- Grupa Apokryficzna (2003)
- Piwnica pod Baranami świątecznie (2007)
- Nie wiedziałam (2010) – solowa debiutancka płyta artystki
- Krajobraz rzeczy pięknych (2013) – płyta z piosenkami Andrzeja Zaryckiego
- Czas błękitu - Grzegorz Turnau, Jan Kanty Pawluśkiewicz - antologia (2014)
- Tańczę (2014) – drugi solowy album artystki
- Zapamiętam (2025) - trzeci solowy album - zawiera utwory, które artystka zaprezentowała podczas wyjątkowego recitalu 16 sierpnia 2020 roku